# Вотина (Канзас)
Вотина (енгл. Wathena) град је у америчкој савезној држави Канзас.

## Демографија
По попису из 2010. године број становника је 1.364, што је 16 (1,2%) становника више него 2000. године.
| Група             | 2000.         | 2010.         |
| Белци             | 1.309 (97,1%) | 1.303 (95,5%) |
| Афроамериканци    | 9 (0,7%)      | 18 (1,3%)     |
| Азијати           | 0 (0,0%)      | 4 (0,3%)      |
| Хиспаноамериканци | 13 (1,0%)     | 15 (1,1%)     |
| Укупно            | 1.348         | 1.364         |